# تشارلي بول
تشارلي بول (بالإنجليزية: Charlie Poole)‏ هو كاتب أغاني وموسيقي أمريكي، ولد في 22 مارس 1892 في مقاطعة راندولف في الولايات المتحدة، وتوفي في 21 مايو 1931 في إيدن في الولايات المتحدة.

## وصلات خارجية
- تشارلي بول على موقع ميوزك برينز (الإنجليزية)
- تشارلي بول على موقع ديسكوغز (الإنجليزية)